# 基姆湖畔布赖特布伦
基姆湖畔布赖特布伦是德国巴伐利亚州罗森海姆县的一个市镇。总面积8.12平方公里，总人口1479人，其中男性725人，女性754人（2011年12月31日），人口密度182人/平方公里。